# Хлеб и власть в России
«Хлеб и власть в России, 1914—1921» (англ. Bread and Authority in Russia, 1914—1921) — книга профессора политологии Колледжа Уэллсли Ларса Лиха, вышедшая в 1990 году и описывающая продовольственный кризис в Российской империи времён Первой мировой войны и в РСФСР в период военного коммунизма. По мнению автора, обеспечение продовольствием было одной из важнейших задач, стоящих перед всеми правительствами России с 1914 по 1921 год; целью Лиха было продемонстрировать, как решалась данная проблема и какой эффект она имела на государство и людей. В частности автор утверждал, что правительственные чиновники зачастую реагировали на трудности с заготовкой зерна так, что только усиливали военную анархию и создавали для гражданского населения серьёзную нехватку продовольствия задолго до того, как его запасы были исчерпаны. В результате, только большевистскому правительству удалось создать адекватную систему изъятия зерна у крестьян, что способствовало восстановлению политического авторитета молодого социалистического государства. Кроме того Лих утверждал, что переход к НЭПу не привёл к качественному изменению продовольственной политики в Советской России. «Амбициозная и провокационная» работа вызвала различные мнения среди историков: одни исследователи писали о труде Лиха как о «продуманном», другие — как о «скучном». В 2006 году книга была использована при написании статьи «Военный коммунизм» в Большой российской энциклопедии.

## Описание
Дискуссионная работа Ларса Лиха, первоначально представлявшая собой кандидатскую диссертацию, посвящена продовольственному кризису последних лет Российской империи и первых лет Советской России: автор рассматривает как процесс политического и социального распада, так и последовавшее за ним восстановление. Лих считал, что рассмотренный им семилетний период являлся ключом к пониманию причин и хода Русской революции. Книга, содержащая восемнадцать таблиц, семнадцать из которых приходятся на заключительную главу, предназначена для специалистов и включает в себя библиографический список полезный для исследователей российского продовольственного кризиса времён Первой мировой войны и военного коммунизма.

### Источники и выводы

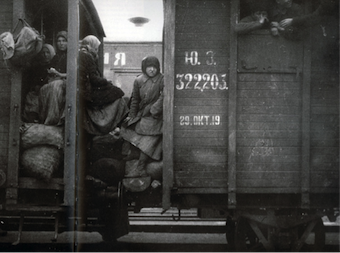
Беженцы времён военного коммунизма

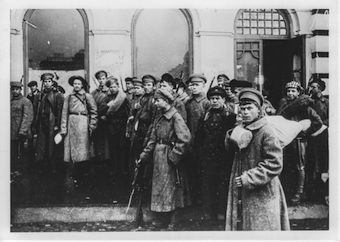
Продотряды времён военного коммунизма

## Критика

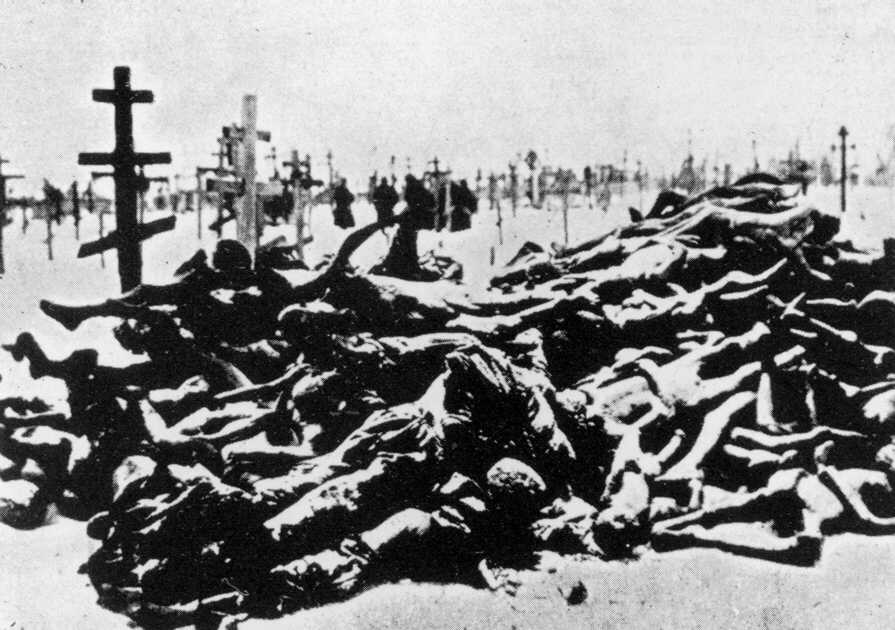
Жертвы голода (1921)